# Mike Rogers (politiker född 1963)
Michael J. "Mike" Rogers, född 2 juni 1963 i Livingston County i Michigan, är en amerikansk republikansk politiker. Han representerade delstaten Michigans åttonde distrikt i USA:s representanthus 2001–2015.
Rogers utexaminerades 1985 från Adrian College och tjänstgjorde sedan i USA:s armé 1985–1989. Han arbetade för FBI 1989–1994. Han var sedan verksam som företagare i Michigan. Han var ledamot av delstatens senat 1995–2001.
Kongressledamot Debbie Stabenow kandiderade till USA:s senat i senatsvalet 2000 och vann. Rogers besegrade demokraten Dianne Byrum i kongressvalet och efterträdde Stabenow i representanthuset i januari 2001.
Han är gift med Kristi Rogers sedan 2010. Tidigare gift med Diane Rogers (skilda 2007) med vilken han har två barn.
I senatsvalet 2024 besegrades Rogers knappt av demokraten Elissa Slotkin.